# 波氏環鰩
波氏環鰩（學名：Orbiraja powelli），為軟骨魚綱鰩目鰩科環鰩屬的一種，分布於北印度洋阿拉伯海至孟加拉灣海域，深度15至460公尺，體長可達21公分，棲息在大陸棚海域，為底棲性魚類，肉食性，卵生，生活習性不明。